# Rivierenhof
Het Rivierenhof is een provinciaal domein in het Antwerpse stadsdistrict Deurne, eigendom van en beheerd door de Provincie Antwerpen. Het omvat een oppervlakte van 132 ha en is daarmee het grootste park in de stad Antwerpen.

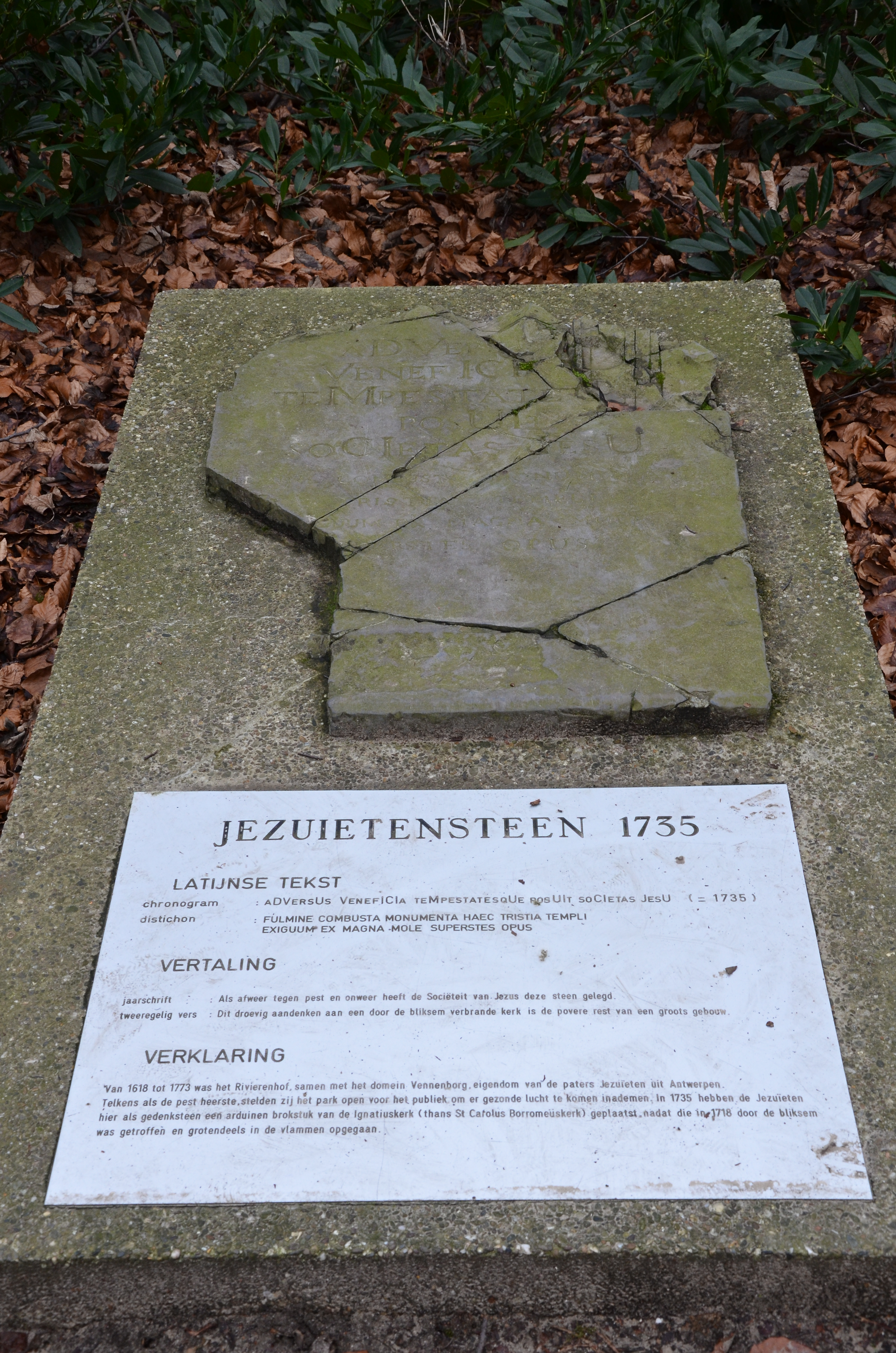
Jezuïetensteen uit 1735

## Geschiedenis
De naam die ooit "'t Goed ter Rivieren" was, verwijst naar de aanwezigheid van de door het park meanderende rivier de Grote Schijn (dikwijls "het Groot Schijn" genoemd) en de vijvers die daardoor zijn ontstaan, alsmede naar de nabijgelegen Herentalse Vaart. Het domein werd in de 16e eeuw aangelegd als buitenverblijf. Van 1618 tot 1773 was het eigendom van de jezuïeten. Op het domein bevindt zich nog een gedenksteen hieraan uit 1735: de "jezuïetensteen". Dit is een brokstuk van de vroegere Ignatiuskerk in Antwerpen (nu de St.-Carolus Borromeuskerk), die in 1718 door een bliksem werd getroffen en afbrandde. In 1773 werd de jezuïetenorde opgeheven.
In 1776 werd het domein openbaar verkocht en kwam het in handen van de bankier Jan Baptist Cogels die het oude kasteel van de Jezuïeten liet afbreken en vervangen door een toen modern kasteel. Twee jaar later, in 1778, kocht hij ook het kasteel Sterckshof, dat naast het domein lag. Nadien ging het domein over naar de zoon Albert Cogels en vervolgens naar diens zoon Georges Cogels. In 1889 werd het domein openbaar verkocht en toegewezen aan Louisa Bosschaert – Cogels.
In 1921 werd het domein onder impuls van provinciegriffier J. Schobbens gekocht door de Provincie Antwerpen, die het vanaf 1923 openstelde voor publiek. Als erkenning voor zijn inzet werd links naast de spiegelvijver voor kasteel Rivierenhof een borstbeeld van Schobbens geplaatst.

## Huidige domein
Een deel van het park is recreatief ingericht - passief voor de wandelaar-lanterfanter (lanen en een terras voor het kasteel), actief voor de sporter (voetbal, tennis, korfbal, petanque, ...). Een ander deel is quasi wild: men wandelt er in een zich schijnbaar spontaan ontwikkelende natuur. Op educatief en cultureel vlak biedt dit park een kinderboerderij, verkeerstuin en een openluchttheater. Verschillende wandelingen lopen doorheen het domein.

### Water
Naast verschillende grachten omvat het Rivierenhof meerdere vijvers, waaronder enkele grote. De visvijver of grote hengelvijver heeft een oppervlakte van 4 ha en een diepte van ca. 1,5 m. De roeivijver of bootjesvijver heeft een oppervlakte van 2,2 ha en is slechts 0,5 m diep. Op deze beide vijvers mag gevist worden.
Doorheen het park kronkelt de rivier de Grote Schijn (plaatselijk ook het Groot Schijn genoemd). Bijzonder is dat een van de laatste stukken die nog open liggen van de Herentalse Vaart, zich in het Rivierenhof bevindt.

### Natuur
Heel wat diersoorten worden waargenomen in het Rivierenhof, onder meer allerlei soorten watervogels, spechten, mezen, ... In de vijvers leeft paling, baars, blankvoorn, brasem, giebel, karper, kolblei, pos, snoekbaars, zeelt en winde.
In het park staan waardevolle bomen, waaronder een aantal uitheemse. Zo staan er twee mammoetbomen: een in het arboretum en een in het midden van het park. Verder zijn volgende soorten terug te vinden: trompetboom, witte paardenkastanje, moerascipres, gele pavia, moeraseik, atlasceder, oosterse plataan, tulpenboom, Japanse notenboom (Ginkgo biloba), toverhazelaar, Italiaanse populier, citroenboompje, groene treurbeuk, amberboom, kurkboom, doodsbeenderenboom, zwarte moerbei, Amerikaanse eik en honingboom.
In het Rivierenhof werden zes collectietuinen aangelegd, waar planten per soort of thematisch werden samengebracht. Zo is er een rozentuin, een arboretum, een pinetum (naaldbomentuin), een azaleatuin, een coryletum (hazelaartuin) en een Keltische bomenhoroscoop.

## Onroerend erfgoed
Verschillende onderdelen van het Rivierenhof staan op de Inventaris van het Bouwkundig Erfgoed, sommige daarvan zijn beschermd. De Herentalse Vaart is samen met de brug beschermd als landschap.
Van de gebouwen op of tegen het domein zijn het kasteel Sterckshof en het kasteel Rivierenhof beschermd. Het Sterckshof is een 16e-eeuws kasteel in renaissancestijl. Het kasteel werd in 1994 beschermd als monument en het kasteel met de omgrachting en de gronden binnen de gracht werden beschermd als stadsgezicht. Het kasteel Rivierenhof is een neoclassicistisch kasteel uit 1779, met een oorsprong die teruggaat tot de 16e eeuw. Het kasteel werd in 1993 beschermd als monument. Samen met het kasteel werd de inkompoort uit 1741 - de jezuïetenpoort genoemd - beschermd. In het kasteel Rivierenhof is een restaurant gevestigd.
Op het domein Rivierenhof ligt een vestiging van de Provinciale Middenschool Sint-Godelieve, een Antwerpse onderwijsinstelling. De vestiging Rivierenhof werd in 1923-24 opgericht als provinciale landbouw- en huishoudschool voor meisjes. De gebouwen staan op de Inventaris van het Bouwkundig Erfgoed. De oudste gebouwen dateren van 1923 en werden ontworpen door Pol Berger in art deco.
Ook een boom staat op de lijst van onroerend erfgoed: een zomerlinde langs de Parkweg in het domein werd in 2010 beschermd als monument.
Aan de noordzijde van Rivierenhof ligt het bouwkundig erfgoed Districtshuis van Deurne.